# Primera División de Uruguay
Primera División de Uruguay   este primul eșalon din sistemul competițional fotbalistic din Uruguay.

## Echipele sezonului 2010-2011
- Bella Vista
- Central Español
- Cerro
- Danubio
- Defensor Sporting
- El Tanque Sisley
- Fénix
- Liverpool
- Montevideo Wanderers
- Nacional
- Peñarol
- Racing
- Rampla Juniors
- River Plate
- Tacuarembó FC

### Retrogradate în 2009/10
- CA Atenas
- Cerrito
- Cerro Largo

## Titluri
- Peñarol (C.U.R.C.C.) 46
- Nacional 42
- Defensor Sporting 4
- River Plate F.C. 4
- Danubio 3
- Montevideo Wanderers 3
- Rampla Juniors 1
- Central Español 1
- Progreso 1
- Bella Vista 1